# Kinkenvoerder
Een kinkenvoerder was een voerman die graan of steenkool transporteerde op de rug van paarden. Kinkenvoerders waren actief van de 17e tot 19e eeuw in Zuid-Limburg en ten zuiden daarvan in het Land van Herve. De wegen die ze gebruikten worden kinkenwegen genoemd. 
De kinkenvoerder bracht zijn handel in zakken aan op de rug van zijn kinkenpaardjes. Deze lastdieren waren onderling verbonden met touwen, zodat een karavaan werd gevormd. Vervoer met lastdieren was noodzakelijk, omdat de landwegen in het Heuvelland in vroeger tijden een groot deel van het jaar zo slecht waren, dat karren niet gebruikt konden worden voor transport over langere afstand. De transportroutes liepen naar de markten in regionale centra als Sittard en Aubel met name voor graanhandel, en Kerkrade en Maaseik vooral voor steenkool. 
Sommige kinkenvoerders waren tevens graanhandelaar en konden een behoorlijke welstand bereiken. Voerlieden die alleen leefden van het transport van andermans waar, behoorden echter tot de laagste sociale klasse. Vaak woonden ze niet in de kerkdorpen, maar in kleine gehuchten. Het voermanschap was zwaar en bracht weinig geld op.
Een in Hoensbroek geboren tijdgenoot vertelde daar het volgende over:
Ik herinner mij, dat op één dag, het was in 1783, ik was toen een jongen van negen jaren, een paar onzer knechten van den Aubeler markt te huis kwamen, van het hoofd tot de voeten met slijk bespat; de paarden waren niet minder bekaaid. De meesterknecht, een oude getrouwe des huizes, trad voor mijne moeder en telde haar het geld.
— "Wat kost de tarwe, Meltser"
— "Vier kronen de last, vrouw", antwoordde Meltser.
— "Nu, dan keert gij Donderdag terug!" 
Welke kleine som voor zulk een reuzenarbeid!
Verscheidene kinkenwegen in de regio Zuid-Limburg dragen nog namen die aan het transport uit vroeger tijden herinneren.